# Crotales

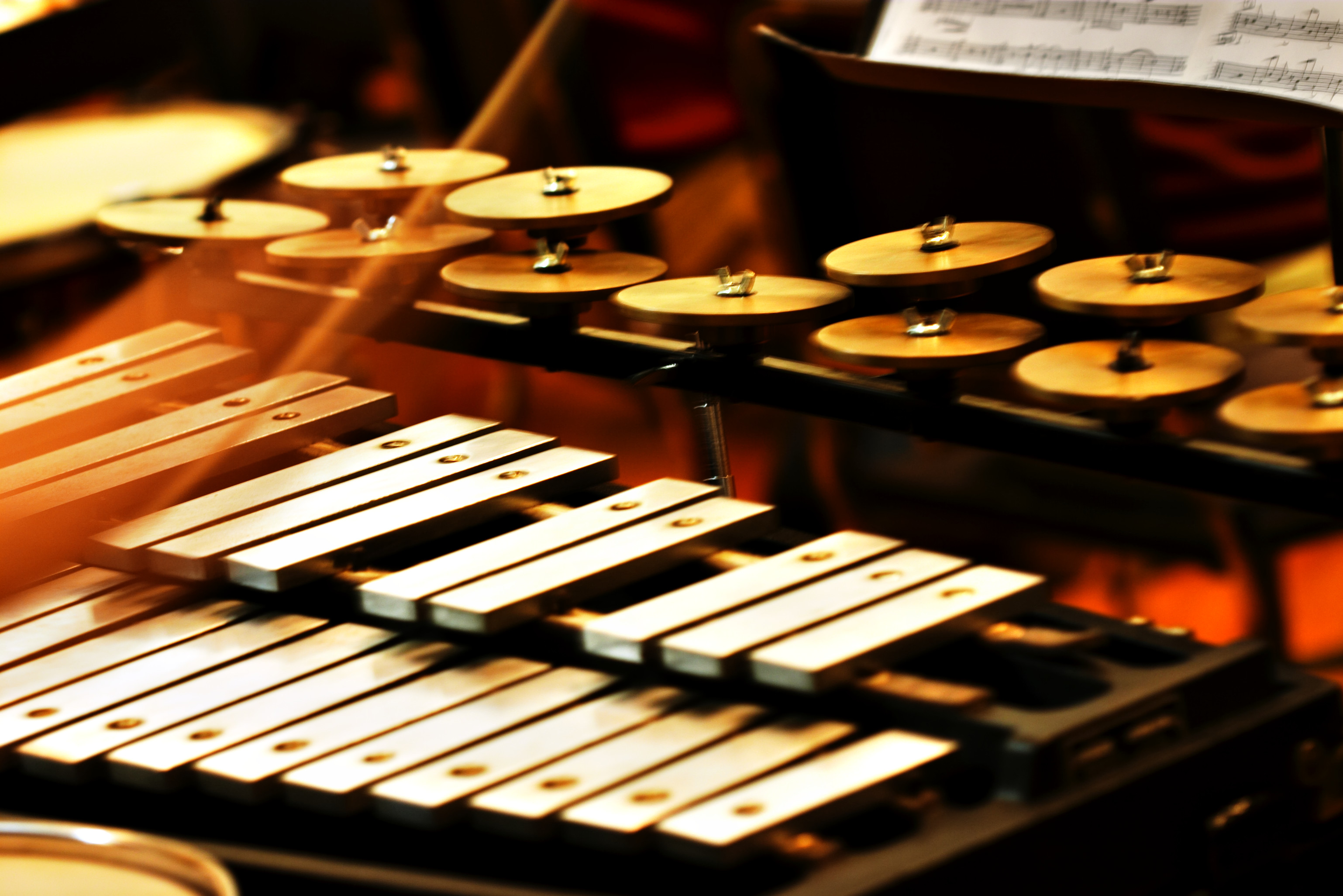
Crotales (oben)

Crotales ([kʀo'tal]), auch Krotales, Krotalen oder antike Zimbeln, französisch cimbales antiques, sind Aufschlag-Idiophone aus kleinen gestimmten Bronze- oder Messingscheiben (Zimbeln). Sie haben einen Durchmesser von 6 bis 14 Zentimetern mit einer flachen Oberfläche und einer Ausbuchtung unten. Sie können mit Stöcken oder Schlägeln gespielt werden. Man kann aber auch zwei Crotales wie bei der Tingsha gegeneinanderschlagen oder einen Bogen verwenden. Der Klang ähnelt dem einer Glocke, ist aber heller und klingt länger nach. Der Name des Instruments stammt von der griechischen Klapper Krotalon.

## Herkunft
Frühgeschichtliche Crotales aus der späten Bronzezeit werden im National Museum of Ireland ausgestellt. Der Korpus dieser Instrumente in Anhängerform ist eiförmig und innen hohl. Sie wurden in anderer Form auf Korsika und zusammen mit Bronzehörnern- bzw. -trompeten in Form von Stierhörnern im Dowris-Hort gefunden.

## Spielweise und Verbreitung
Heute werden Crotales chromatisch über bis zu zwei, meist jedoch eine Oktave angeordnet. Crotales zählen zusammen mit dem Glockenspiel und der Celesta zu den höchsten perkussiven Orchesterinstrumenten. Sie sind transponierende Musikinstrumente und werden, um viele Hilfslinien zu vermeiden, in der Regel zwei Oktaven tiefer als der eigentlich klingende Ton notiert.
In der klassischen westlichen Musik fanden Crotales erstmals 1839 als cymbales antiques im Scherzo La reine Mab der dramatischen Sinfonie „Roméo et Juliette“ von Hector Berlioz Aufnahme in das Repertoire. Die hier eingesetzten Zimbelpaare in b’’ und f’’’ ließ Berlioz nach dem Vorbild antiker Kymbala anfertigen und nannte sie cymbales antiques. Unter diesem Namen stehen zwei Zimbelpaare in e’’ und h’’ in den letzten Takten des Prélude à l’après-midi d’un faune von Claude Debussy (1894). Weitere Verwendung finden sie außerdem in Daphnis und Chloë von Maurice Ravel (1912); Le sacre du printemps von Igor Stravinsky (1913) beinhaltet zwei Crotales in as’’ und b’’. Der Komponist ließ sich 1918 in Paris zwei Crotales in cis’’’ und h’’’ mit einem Durchmesser von etwa fünf Zentimetern gießen; seine Tanzkantate Les Noces (1923) endet mit einer nachdenklichen Reihe von Akkorden in Klavieren, Röhrenglocken in h’ und den beiden Crotales.
Das kammermusikalische From Me Flows What You Call Time (1990) von Tōru Takemitsu sieht eine führende Stimme für Crotales vor. Joseph Schwantners … and the mountains rising nowhere (1977) schreibt vor, dass das Instrument mit einem Kontrabassbogen gestrichen wird, was einen unheimlichen, der Glasharmonika ähnlichen Effekt erzielt. Peter Maxwell Davies verwendet sie häufig solistisch, so z. B. in seinen Bühnenwerken The Lighthouse (1980) und Miss Donnithorne’s Maggot (1974).
Steve Reich, der ähnlich wie Schwantner recht schlagwerkorientiert komponiert, verwendet beispielsweise in seinem Sextet oder in der Psalmenvertonung Tehillim (1981) Crotales.
Neil Peart, der Schlagzeuger der kanadischen Rockband Rush, benutzt Crotales auch als Teil seines grundlegenden Schlagzeugs. Ein gutes Beispiel hierfür ist der erste Takt des Titels YYZ (1981).
Ein ähnliches Melodieinstrument mit gestimmten runden Metallplatten an einem Gestell ist das gelegentlich in der Unterhaltungsmusik in Indien verwendete Loh Tarang.